# Râul Sterminos, Cerna
Râul Sterminos este unul din cele două brațe care formează râul Negoiu. 